# Rum Mehmed Pascià
Rum Mehmed Pascià (in ottomano: روم محمد باشا; ... – Istanbul, 1470) è stato un militare e politico ottomano.

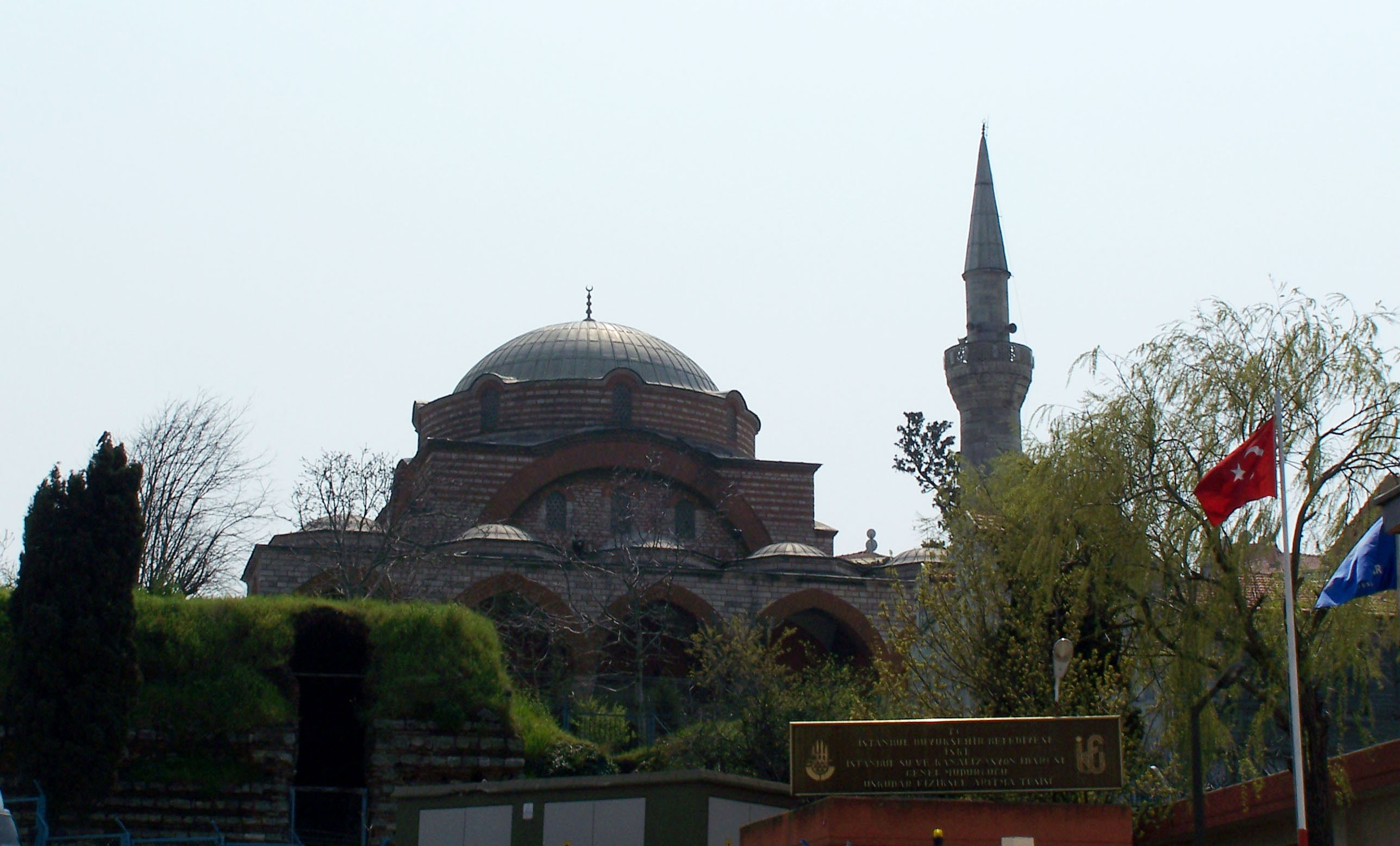
Moschea di Rum Mehmet Pascià, a Üsküdar

Era di origine romea e di religione ortodossa, come suggerisce il nome (Rum, "romano"), greca o secondo alcune fonti albanesi. La sua carriera è sconosciuta ma nel 1466 fu nominato secondo visir e dopo la campagna albanese dello stesso anno, che fu un fallimento, il sultano lo ebbe nelle sue immediate vicinanze. Nel 1468 prese parte alla campagna di Karaman e affrontò il Gran Visir Mahmut Pascià Angelovich. Fu accusato di deportare gli abitanti di alcuni villaggi dell'Eyalet di Karaman (Laranda e Konya), solitamente artigiani e professionisti, e fu accusato di agire come un greco contro i musulmani, ma il sultano ricompensò il suo zelo nominando invece il Gran Visir del suo rivale Mahmud Pascià. La sua durezza con la popolazione di Karaman portò alla rivolta guidata dai principi locali Sultanzâde Pîr Ahmed Bey e Kasim Bey che presero Laranda. Mehmed fece una rapida controffensiva, distrusse Laranda ed Ereğli (1469) e tutte le proprietà private e i wakf furono confiscati e divennero domini statali (miri) con i quali i timar furono creati dai servi del sultano.
Attaccò Alanya ma senza occuparla, a quanto pare perché era sposato con una sorella di Kilidj Arslan, l'ultimo bey di Alanya. Quindi perseguitò la tribù dei varsak, ma questi gli causarono una grave sconfitta sulle montagne del Tauro. Per questo motivo fu rimosso dall'incarico (fine 1469 o inizio 1470) e inviato con un comando minore alla spedizione contro Negroponte (Eghriboz) nel giugno 1470. Mantenne una costante rivalità con Mahmut Pascià Angelovich e Karamanlı Mehmed Pascià, che condusse infine alla sua esecuzione nel 1472/1473.